# Marisa Passera
Marisa Passera (Milano, 30 gennaio 1973) è una conduttrice televisiva e conduttrice radiofonica italiana.

## Biografia
Dalla terza media, dopo gli studi in storia dell'arte, inizia a collaborare con la trasmissione Dispenser su Radio2, poi nel 2000 conduce GAP su Rai 3 e Fratelli d'Italia su Stream TV. Dopo aver collaborato con la trasmissione di Rete 4 Il Viaggiatore, conduce su Radio2 In aria e nella stagione 1999-2000 esordisce su Radio Deejay affiancando La Pina in Pinup. Nella stagione 2004-2005 partecipa, come ospite fissa, a Cronache marziane su Italia 1.
Nel 2005 è su Play Radio con il programma quotidiano Citofonare play accanto a Flavia Cercato e l'anno successivo conduce con Ambra Angiolini Arrivano le femmine. Dal 2006 è nel cast del talk show di Mtv Very Victoria, dove usa però il suo vero nome. Ha pubblicato alcuni racconti brevi per la webzine dello scrittore e autore tv Matteo B. Bianchi. Dal 2008 lavora per Radio Deejay dove conduce FM insieme a Federico Russo. Nel 2009 è di nuovo accanto a Victoria Cabello nel programma di LA7 Victor Victoria. Nella stagione 2009-2010, sempre accanto a Federico Russo, è conduttrice di Weejay, contenitore pomeridiano del week end di Radio Deejay; conduce inoltre Viva La Crisi! su Rai Educational. Nell'estate 2010 conduce Senza palla durante i Mondiali 2010 con Federico Russo e, successivamente, Senza Spiaggia su Deejay TV e Radio Deejay.
Dal 3 settembre 2010 conduce, sempre in coppia con Federico Russo, Solo 3 minuti, in onda nei giorni feriali dalle 20 alle 22 su Radio Deejay. Nel corso della stagione, il programma cambia titolo in FM ed è stato riconfermato anche per la stagione 2011-2012, inizialmente al mattino e poi, dal mese di novembre, nuovamente alle 20. Dal 18 settembre 2011 è inviata di Quelli che il calcio, su Raidue, dove ritrova Victoria Cabello che è la conduttrice del programma. Nel 2012 appare nel video musicale della canzone Ladruncoli di Manupuma. Dall'ottobre 2013 conduce, insieme a Vic e Federico Russo, la trasmissione di Radio Deejay Via Massena. Nel 2017 prende parte come concorrente alla prima edizione di Celebrity MasterChef Italia mentre presenta The Real Italia su TV8 con Filippa Lagerbäck, Daniela Collu, Ambra Romani e Barbara Tabita. A partire dal 2019 ha condotto sempre su Radio Deejay insieme a Vic la trasmissione Buonasera Deejay, in onda alle 19, trasmesso fino al giugno 2023. Dalla stagione successiva, conduce sempre insieme a Vic la trasmissione Vic e Mari, in onda alle 13.

## Radio
- Dispenser (Radio 2, 1998)
- In aria (Radio 2, 1999)
- Pinup (Radio Deejay, 1999-2000)
- Citofonare Play (Play Radio, 2006-2007)
- Arrivano le femmine (Play Radio, 2007-2008)
- Weejay (Radio Deejay, 2009-2010)
- Senza palla (Radio Deejay, 2010)
- Senza spiaggia (Radio Deejay, 2010)
- Solo 3 minuti (Radio Deejay, 2010)
- FM (Radio Deejay, 2010-2013)
- Via Massena (Radio Deejay, 2013-2019)
- Buonasera Deejay (Radio Deejay, 2019-2023)
- Vic e Mari (Radio Deejay, dal 2023)

## Televisione
- GAP (Rai 3, 2000)
- Fratelli d'Italia (Stream TV, 2000)
- Il viaggiatore (Rete 4, 2000)
- Cronache marziane, (Italia 1, 2004-2005)
- Victor Victoria - Niente è come sembra (LA7, 2009-2011)
- Viva la crisi! (Rai Educational, 2010)
- Quelli che il calcio (Rai 2, 2011-2012)
- The Real (TV8, 2017)
- Celebrity MasterChef Italia (SKY Uno, 2017)
- I diari della forchetta (Food Network, 2019)